# Wespenfische
Die Wespenfische (Apistinae) sind eine artenarme Gruppe von Meeresfischen aus der Unterordnung der Drachenkopfverwandten (Scorpaenoidei). Sie leben als Bodenbewohner im westlichen Indopazifik und sind Raubfische, die den Tag im Meeresboden vergraben verbringen und nachts auf Jagd gehen.

## Merkmale
Wespenfische werden etwa 20 Zentimeter lang. Ihre Brustflossen sind stark verlängert und erinnern an Insektenflügel. Drei Brustflossenstrahlen stehen frei und haben keine Verbindung durch eine Membran. Am Kinn befinden sich drei Barteln, die dazu dienen versteckte Beute aufzuspüren. Die Schwimmblase ist zweigeteilt. Wie die Skorpionfische haben die Wespenfische Flossenstrahlen, die ein sehr starkes Gift abgeben können.

## Systematik
Es gibt drei Arten, in drei monotypischen Gattungen.
- Apistops Ogilby, 1911
  - Apistops caloundra (De Vis, 1886)
- Apistus Cuvier, 1829
  - Bart-Wespenfisch (Apistus carinatus) (Bloch & Schneider, 1801)
- Cheroscorpaena Mees, 1964
  - Cheroscorpaena tridactyla Mees, 1964

Die Wespenfische galten ursprünglich als eigenständige Familie (z. B. bei Fishbase) oder wurden (z. B. bei Nelson (2016)) als Unterfamilie den Skorpionfischen (Scorpaenidae) zugeordnet. Sie sind jedoch nah mit den Steinfischen (Synanceiinae) verwandt. Ein Merkmal, das sie mit den Steinfischen teilen ist ein säbelförmiger, der Verteidigung dienender Auswuchs der Lacrimale, der Tränensäbel. Smith, Everman und Richardson schlugen deshalb 2018 vor, die Wespenfische als Unterfamilie den Synanceiidae zuzuordnen, eine Familie der Drachenkopfverwandten, die ursprünglich nur die Steinfische umfasste. Dies wurde im Januar 2022 in Eschmeyer's Catalog of Fishes, einer Onlinedatenbank zur Fischsystematik, so übernommen.